# The Love Brokers
The Love Brokers è un film muto del 1918 diretto da E. Mason Hopper. Prodotto dalla Triangle Film Corporation e distribuito dalla Triangle Distributing, aveva come interpreti Alma Rubens, Texas Guinan, Lee Hill, Joseph Bennett.

## Trama
Charlotte Carter, una giovane compositrice, si trasferisce a New York, andando a vivere nel quartiere degli artisti. Tra i residenti, c'è anche Peter Ladislaw, un suo ammiratore, che un giorno le confessa di temere l'arresto per aver falsificato un certo numero di assegni. La ragazza, spinta dal suo buon cuore, promette di aiutarlo. Un'altra è Olga Gray, un'intrigante che convince Charlotte a sposare Gerard Townshend, ricco mecenate e protettore di artisti che si trova in punto di morte dopo un incidente automobilistico. Dopo il matrimonio, Gerard subisce un'operazione che gli permette di salvargli la vita e si avvia sulla strada della guarigione. Charlotte, vergognandosi di quello che ha fatto, confessa a Gerard di averlo sposato per il suo denaro, ma lui la perdona. I due, che ora si sono profondamente innamorati l'uno dell'altra, iniziano una nuova vita insieme, liberandosi anche di Olga e di Peter, i due profittatori che hanno cercato inutilmente di farli divorziare.

## Produzione
Il film fu prodotto dalla Triangle Film Corporation con il titolo di lavorazione Another Foolish Virgin.

## Distribuzione
Distribuito dalla Triangle Distributing, il film uscì nelle sale cinematografiche statunitensi il 31 marzo 1918.
Non si conoscono copie ancora esistenti della pellicola che viene considerata presumibilmente perduta.